# Луквиця (річка)
Лу́квиця (пол. Łukawica, Łukowica) — річка в Україні, у межах Богородчанського та Галицького районів Івано-Франківської області. Права притока Лукви (басейн Дністра).

## Опис
Довжина Луквиці 40 км, площа басейну 121 км². Долина V-подібна, завширшки до 1 км, завглибшки 30—40 м. Заплава переважно двостороння. Річище помірно звивисте, завширшки до 5 м, завглибшки 0,1—0,5 м. Похил річки 5,9 м/км. Влітку після рясних дощів бувають паводки.

## Розташування
Бере початок у лісовому масиві на захід від села Лесівки. Тече на північний схід паралельно до Лукви. Впадає у Лукву на південний захід від села Крилоса.
Найбільші притоки: Чорний, Білковата (праві).
Над Луквицею (крім пониззя) немає населених пунктів, крім того вона протікає здебільшого серед лісів, тому у верхній та середній течії річка є екологічно чистою.